# Cabana Moixí
La Cabana Moixí era una cabana d'ús agrícola i ramader del terme municipal de Conca de Dalt, dins de l'antic terme de Claverol. Pertany al poble i parròquia de Sant Martí de Canals.
Està situada a l'esquerra del barranc de Miret, al sud-oest de Sant Martí de Canals i al nord-est de Casa Oliva, a prop d'on passava el termenal dels antic termes d'Aramunt i Claverol.